# Ius civile
Le ius civile (du latin, littéralement « droit des citoyens », originellement ius civile Quiritum) est le cœur et le fondement du droit romain (ius), tant et si bien que le terme ius désigne presque toujours le ius civile. 
Il désigne le corps des règles qui s'appliquent à tous les citoyens romains et aux préteurs urbains, les magistrats ayant la juridiction sur les cas impliquant les citoyens. Il se distingue ainsi du jus gentium, qui concerne les litiges entre citoyens et pérégrins (étrangers), mais aussi du ius honorarium, qui caractérise les règles édictées par les préteurs (ou leur « jurisprudence »).

## Sources
- (en) Cet article est partiellement ou en totalité issu de l’article de Wikipédia en anglais intitulé « Ius civile » (voir la liste des auteurs).